# Grendel (Berg)
Der Grendel ist ein 787,2 m ü. NHN hoher Berg im Thüringer Schiefergebirge im Landkreis Hildburghausen nahe dem Gebirgsort Waffenrod/Hinterrod, der zur Stadt Eisfeld gehört. Er ist Teil eines nach Westen verflachenden Gebirgszuges, der nach Norden vom Schleuse-Nebenfluss Biber, nach Südosten und Süden von der Werra begrenzt wird.
Ohne nennenswerte Täler zu durchqueren, sind die z. T. etwa gleich hohen (Neben-)Gipfel Eckartsberg (760,4 m) und Klingeberg (677,2 m) im Südwesten und der östliche Frohnberg (791,1 m) erreichbar.
Strenggenommen gehören alle diese Gipfel zum Massiv des einige km nordöstlich gelegenen Eselsberges (841,5 m) bei Masserberg, der ohne große Taldurchquerungen erreicht werden kann.
An das Massiv schließt sich im Westen, wo das Mittelgebirge in gemäßigteres Bergland übergeht, der 624,6 m hohe Priemäusel an, der bereits deutlich abgetrennt erscheint und als eigenständiger Berg angesehen werden kann. Hinter der Werra folgen im Südosten der Bleßberg (866,9 m) und im Osten die Pechleite (838,7 m), während sich im Norden hinter der Biber der Simmersberg (780,8 m) anschließt.
|  |  |

Vom Eckartsberg aus genießt man eine sehr gute Rundumsicht nach Schnett mit dem Simmersberg, zu diversen Bergen des Thüringer Waldes, zum Dolmar und zu den Gleichbergen.

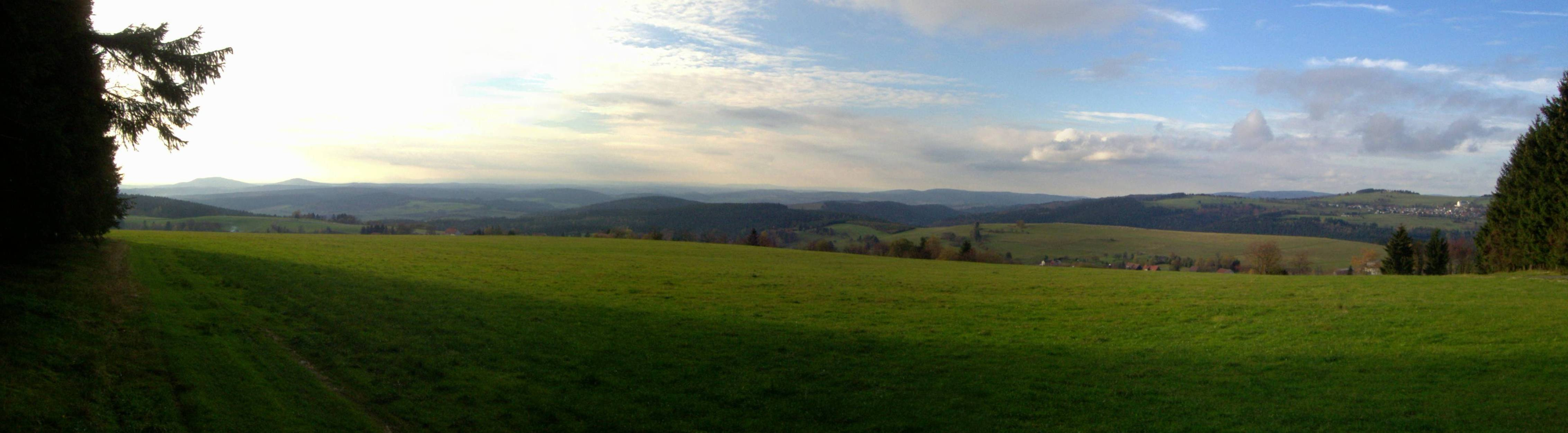
Gesamtblick:
Links der Große (679 m) und der Kleine (641,3 m) Gleichberg im Grabfeld hinter dem Klingeberg (677,2 m); rechts der Mitte der Priemäusel (624,6 m) vor dem Solaberg (577,3 m, links davon) im Buntsandstein-Vorland; rechts der Bildmitte im Hintergrund das Gewerbegebiet Suhl-Friedberg und der Kleine Thüringer Wald mit Schneeberg (692,4 m) und Schleusinger Berg (663,2 m). Nach rechts folgt der Kohlberg (730,3 m), der weiter rechts in den Simmersberg (780,8 m) mit dem Ort Schnett übergeht; dazwischen im Hintergrund der Adlersberg (849,9 m) mit dem Neuhäuser Hügel (890,6 m) im höheren Thüringer Wald, rechts ist im Vordergrund der Ort Waffenrod/Hinterrod erkennbar, der durch das tiefe Bibertal vom Simmersberg getrennt ist.

|  |  |